# سیرک (فیلم ۲۰۲۲)
سیرک (به انگلیسی: Cirkus) یک فیلم کمدی-درام محصول سال ۲۰۲۲ بالیوود به کارگردانی روهیت شتی است. در این فیلم رانویر سینگ برای اولین بار در کارنامه بازیگری‌اش نقش دوقلو را بازی می‌کند و ژاکلین فرناندز و پوجا هگده نقش اول زن را بازی می‌کنند. در این فیلم وارون شارما، سیذارتا جاداو، جانی لور، سانجی میشرا، وراجش هیجری، ویجی پاتکار، سولبه آریا، ماکش تیواری، آنیل چارنجت، آشوینی کالسکار و مورلی شارما در نقش‌های فرعی بازی می‌کنند. این اقتباس رسمی از فیلم انگور (فیلم ۱۹۸۲) است که بر اساس بازی کمدی اشتباهات، ویلیام شکسپیر ساخته شده‌است. فیلمبرداری در ۱۷ نوامبر ۲۰۲۰ در بمبئی آغاز شد. این فیلم در روز ۲۳ دسامبر ۲۰۲۲ اکران گردید. این فیلم با نقدهای بسیار منفی منتقدان مواجه شد و در باکس آفیس ضعیف عمل کرد و  فقط ۶۱ کرور روپیه در مقابل بودجه ۱۵۰ کرور روپیه فروش کرد. این فیلم یکی از بدترین فیلم‌های هندی سال ۲۰۲۲ نیز محسوب می‌شود.

## بازیگران
- رانویر سینگ
- ژاکلین فرناندز
- پوجا هگده
- دیپیکا پادوکونه
- وارون شارما
- سیذارتا جاداو
- جانی لور
- سانجی میشرا
- وراجش هیجری
- ویجی پاتکار
- سولبه آریا
- ماکش تیواری
- آنیل چارنجیت
- آشوینی کالسکار
- مورلی شارما [۱۲][۱۳]